# Torreya clarnensis
Torreya clarnensis — вимерлий вид хвойних дерев родини тисових Taxaceae, відомий виключно з відкладень середнього еоцену, відкритих на півночі центрального Орегону. Вид був вперше описаний із серії ізольованих викопних насінин у кремені.

## Опис
Насіння Torreya clarnensis веретеноподібне і двосторонньо симетричне із загостреним кінчиком і основою. Насіння має загальну довжину від 19.5 до 20.8 міліметрів і ширину від 10.7 до 11.3 сантиметрів. Насіння ідентифіковано як насіння виду Torreya за кількома особливостями зовнішньої морфології. Загальна форма поперечного перерізу має оберненояйцювату форму з гостро заокругленою основою, де прикріпилася б арила, кілеподібною вершиною та парою судинних рубців біля кінчика.